# Free (Florence and the Machine)
Free è un singolo del gruppo musicale britannico Florence and the Machine, pubblicato il 20 aprile 2022 come terzo estratto dal quinto album in studio Dance Fever.

## Pubblicazione
Il brano è stato presentato dall'emittente radiofonica britannica BBC Radio 1 il 21 aprile 2022.

## Tracce
Testi e musiche di Florence Welch e Jack Antonoff.
1. Free – 3:54